# Monochamus pauper
Monochamus pauper là một loài bọ cánh cứng trong họ Cerambycidae.